# Ультраправые

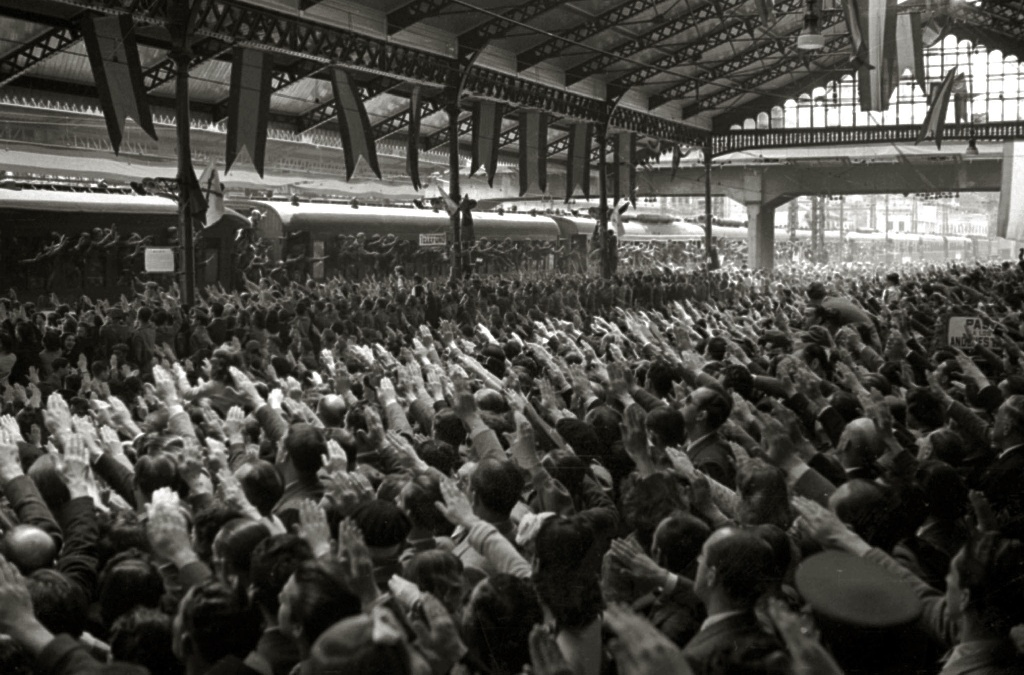
Прибытие испанских добровольческих сил фалангистов Голубой дивизии на вокзал в Сан-Себастьяне, 1942

Ультрапра́вые, кра́йне пра́вые, радика́льные пра́вые — политические движения и группы или отдельные лица, занимающие крайние позиции в правой части политического спектра.
Термин используется для описания идеологии и политики фашизма, национал-социализма и фалангизма. В настоящее время в число ультраправых включаются сторонники неофашизма, неонацизма, идеологии третьего пути, альтернативные правые, движения, разделяющие идеи расового превосходства и другие идеологии или движения, в которых присутствуют идеи авторитаризма, ультраконсерватизма, национализма, ультранационализма, шовинизма, ксенофобии, расизма, социал-дарвинизма, нативизма, религиозного фундаментализма, антикоммунизма, мизогинии, гомофобии, трансфобии, а также реакционные взгляды. Также для ультраправых часто характерны антииммиграционные и антиинтеграционные позиции по отношению к различным группам, которые считаются ими низшими и нежелательными.
Родерик Штакельберг писал: «Чем в большей степени человек считает абсолютное равенство между всеми людьми желательным условием, тем левее он будет в идеологическом спектре. Чем в большей степени человек считает неравенство неизбежным или даже желательным, тем правее он будет».
Крайне правая идеология приводит к угнетению, сегрегации, политическому насилию, политическим репрессиям, насильственной ассимиляции, этническим чисткам и геноциду в отношении групп людей, которые, по мнению крайне правых, являются «неполноценными» или, согласно ультраправой идеологии, представляют угрозу коренной этнической группе, нации, государству, национальной религии, доминирующей культуре или консервативным социальным институтам.

## Концепция и мировоззрение
Ядром крайне правого мировоззрения является идея о том, что общество функционирует как целостное, организованное и однородное живое существо. Адаптированная к сообществу, которое они хотят создать или воссоздать (будь то на основе этнической принадлежности, национальности, религии или расы), эта концепция заставляет их отвергать любую форму универсализма в пользу аутофилии и альтерофобии, то есть идеализации «мы» и исключения «они». Крайне правые склонны абсолютизировать различия между нациями, расами, людьми или культурами, поскольку наличие многообразия мешает их стремлению реализации утопической модели «закрытого» и организованного на «естественных» началах общества, что они считают условием, необходимым для возрождения сообщества, которое в конечном итоге вернётся к своим природным основам и прочным метафизическим основаниям.
Ультраправые считают, что их сообщество (этнос, нация, религиозная группа или раса) находится в состоянии упадка, которому способствует правящая элита, а себя рассматривают как естественную, здравомыслящую и альтернативную элиту с искупительной миссией спасения общества от грозящей ему гибели. Они отвергают как свою национальную политическую систему, так и глобальный геополитический порядок (включая институты и ценности, такие как политический либерализм и эгалитарный гуманизм), которые представляются как нуждающиеся в отказе или очищении их от нечистоты, чтобы «искупающее сообщество» могло в конечном итоге преодолеть нынешнюю фазу лиминального кризиса и открыть новую эру. Само сообщество идеализируется с помощью великих архетипических фигур и понятий (золотой век, спаситель, декаданс и глобальные теории заговора), поскольку они прославляют иррациональные и нематериалистические ценности, такие как молодость или культ мёртвых.
Согласно политологу Касу Мудде, идеологию крайне правых можно рассматривать как комбинацию четырёх широко определяемых концепций: исключительность (например, расизм, ксенофобия, этноцентризм, этноплюрализм, шовинизм или шовинизм благосостояния), антидемократических и неиндивидуалистических идей (например, культ личности, иерархизм, монизм, популизм, антипартикратизм, органицистский взгляд на государство), традиционалистская система ценностей, апеллирующая к историческим системам отношений и институтов (например, традиционный правопорядок, традиционная семья, этническая, языковая и религиозная общность и нация, а также представления о жизни традиционного общества в согласии с природой) и социально-экономическая программа, связывающая корпоративизм, государственный контроль над определёнными секторами экономики, аграризм и разную степень веры в необходимость свободы рыночных отношений с позиции социального дарвинизма. Затем Мудде предлагает разделить ультраправых на умеренные и радикальные направления в зависимости от степени радикальности идей исключительности и эссенциализма.
Историк Д. В. Шляпентох писал, что в Европе и в России неоязычество толкает некоторых своих приверженцев к антисемитизму. Этот антисемитизм тесно связан с негативным отношением к выходцам из Азии, и данный акцент на расовом факторе может приводить неоязычников к неонацизму. Склонность неоязычников к антисемитизму представляет собой логическое развитие идей неоязычества и подражание нацистам. По мнению социолога и политолога Марлен Ларюэль, на Западе наблюдается некоторая активизация «арийского» неоязычества. Так, развиваются общественные течения, апеллирующие к кельтскому прошлому и призывающие к возвращению к «друидическим религиям» дохристианской Европы. Французские и немецкие «новые правые» по большей части разделяют общую идею общеевропейского единства, основанного на «арийской» идентичности и стремлении расстаться с христианством, период господства которого рассматривается как двухтысячелетнее «блуждание во мраке». С этими идеями всегда связан более или менее открыто признаваемый антисемитизм.

## Определение и сравнительный анализ
Согласно «Энциклопедии политики: левые и правые», к ультраправым относятся «лица или группы, придерживающиеся крайне националистических, ксенофобских, расистских, религиозных фундаменталистских или других реакционных взглядов». Хотя термин «ультраправые» обычно применяется к фашистам и неонацистам, он также использовался для обозначения тех, чьи взгляды находятся справа от преобладающей правой политики.
По словам политолога Любомира Копечека, «лучшим рабочим определением современных ультраправых может быть четырёхэлементная комбинация национализма, ксенофобии, идеи традиционного правопорядка и шовинизма благосостояния, предложенная Касом Мудде для западноевропейской среды». Опираясь на эти концепции, ультраправая политика включает, но не ограничивается аспектами авторитаризма, антикоммунизма и нативизма. Идея, что «высшая» группа должна иметь больше прав, чем низшие, часто ассоциируются с крайне правыми, поскольку они исторически отдавали предпочтение социал-дарвинистской или элитаристской иерархии, основанной на вере в законность правления «высшего» меньшинства над низшими массами. В вопросах национальности, культуры и миграции, единая позиция крайне правых заключается в том, что определённые этнические, расовые или религиозные группы должны оставаться разделёнными, что основано на представлении о приоритетности интересов собственной группы.
Сравнивая ультраправых стран Западной Европы и посткоммунистических стран Центральной Европы, Копечек пишет, что «взгляды центральноевропейских крайне правых также характеризовались сильным антикоммунизмом, гораздо более заметным, чем в Западной Европе», что позволяет провести «базовую классификацию идеологий в рамках единой группы партий, несмотря на неоднородность крайне правых партий». Копечек заключает, что сравнение крайне правых партий Центральной Европы с партиями Западной Европы показывает, что выделенные Мудде «четыре элемента присутствуют и в Центральной Европе, хотя и в несколько изменённой форме, несмотря на различия в политической, экономической и социальной среде». В американской и шире англо-американской среде наиболее распространённым термином является «радикальные правые», который имеет более широкое значение, чем европейские радикальные правые. Мудде определяет американских радикальных правых как «старую школу нативизма, популизма и враждебности к центральному правительству, которая, как считается, превратилось после Второй мировой войны в комбинацию ультранационализма и антикоммунизма, христианского фундаментализма, милитаристской ориентации и ксенофобских настроений».
Политолог Джоди Дин утверждает, что «рост ультраправого антикоммунизма во многих частях мира» следует интерпретировать «как политику страха, которая использует недовольство и гнев, порождённые капитализмом… Сторонники крайне правых организаций, в свою очередь, используют антикоммунизм, чтобы бросить вызов любому политическому течению, которое не связано с явными националистическими и расистскими взглядами. Для них и СССР, и Евросоюз, и левые либералы, и экологи, и наднациональные корпорации — все это ради целесообразности может быть названо „коммунистическим“».
В книге «Ненависть на родине: новые глобальные крайне правые» Синтия Миллер-Идрисс исследует ультраправых как глобальное движение, представляющее собой группу частично перекрывающихся «антидемократических, антиэгалитарных, супремасистских» убеждений, которые «встроены в такие системы, как авторитаризм, этническая чистку или этническую миграцию, а также создание отдельных этногосударств или анклавов по расовому и этническому признаку».

## Терминология
Согласно Жану-Иву Камю и Николя Лебуру, современная неопределённость в определении ультраправых заключается в том, что эта концепция обычно используется их политическими противниками для «дискредитации и стигматизации всех форм крайнего национализма путём сведения их к историческим экспериментам итальянского фашизма и немецкого национал-социализма». Мудде соглашается с этим и отмечает, что «термин используется не только в научных, но и в политических целях. Некоторые авторы определяют правый экстремизм как своего рода антитезис их собственных убеждений». Хотя существование данной политической категории широко признано среди учёных, деятели, связанные с крайне правыми, редко принимают это название, предпочитая такие термины, как «национальное движение» или «национальные правые». Также ведутся споры, насколько уместно использование терминов неофашисты или неонацисты. По словам Мудде, «ярлыки неонацизм и, в меньшей степени, неофашизм теперь используются исключительно для партий и групп, которые прямо заявляют о желании восстановить Третий рейх или ссылаются на исторический национал-социализм как на свою идеологическую подпитку».
Один из вопросов заключается в том, следует ли называть партии радикальными или экстремистскими, различие, которое проводится Федеральным конституционным судом Германии при определении, следует ли запрещать ту или иную партию. В более широком спектре крайне правых ультраправые (extreme right) являются революционерами, выступающими против народного суверенитета и правления большинства, а иногда и поддерживающие насилие, в то время как радикальные правые представляют собой реформистов, признающих свободные выборы, но выступающих против основных компонентов либеральной демократии, таких как права меньшинств, верховенство закона или разделение властей.
После обзора научной литературы Мудде в 2002 году пришёл к выводу, что термины «правый экстремизм», «правый популизм», «национальный популизм» или «неопопулизм» часто использовались учёными как синонимы и всегда с «поразительным сходством», за исключением нескольких авторов, изучающих экстремистско-теоретическую традицию.

## Принадлежность
Итальянский философ и политолог Норберто Боббио считает, что левых от правых в политическом спектре отличает в первую очередь отношение к равенству: «левые считают основные аспекты неравенства между людьми искусственными и негативными, что должно быть преодолено активным государством, тогда как, по мнению правых, неравенство между людьми естественно и положительно и должно либо охраняться государством, либо не касаться им».
По состоянию на 2008 год аспекты ультраправой идеологии присутствовали в повестке дня некоторых правых партий: в частности, идея, что в обществе должна доминировать «высшая» группа, а нежелательные элементы должны подвергаться чистке, что в крайних случаях приводило к актам геноцида. Чарльз Грант, директор Центра европейских реформ в Лондоне, проводит различие между фашизмом и правыми националистическими партиями, которые часто называют крайне правыми, такими как Национальный фронт во Франции. Мудде отмечает, что самыми успешными европейскими ультраправыми партиями в 2019 году были «бывшие ведущие правые партии, которые превратились в популистские радикально правые». По словам историка Марка Седжвика, «нет общего согласия относительно того, где заканчивается мейнстрим и начинается крайность, и если бы когда-либо было согласие по этому поводу, сдвиг в мейнстриме бросил бы ему вызов».
Сторонники теории подковы в интерпретации политического спектра левых и правых определяют крайне левых и крайне правых как имеющих больше общего друг с другом как экстремисты, чем каждый из них имеет с центристами или умеренными. Однако теория подковы не пользуется поддержкой в академических кругах и подвергается критике, включая мнение о том, что именно центристы поддерживали ультраправые и фашистские режимы, которые они предпочитают социалистическим.

## Характер поддержки
Социолог Йенс Рюдгрен описывает ряд теорий относительно вопроса, почему люди поддерживают крайне правые политические партии. В научной литературе по этой теме проводится различие между теориями спроса, основанными на анализе «интересов, эмоций, отношения и предпочтений избирателей», и теориями предложения, которые сосредоточены на программах партий, их организации и возможностях в рамках конкретных политических систем. Наиболее распространёнными теориями со стороны спроса являются тезис социального распада, тезис относительной депривации, тезис о проигравших при модернизации и тезис этнической конкуренции.
Подъём ультраправых партий также рассматривается как отказ некоторых избирателей от постматериалистических ценностей. Эта теория, известная как обратный постматериалистический тезис, утверждает, что постматериалистическая повестка (включая феминизм и экоактивизм) как левых, так и прогрессивистских партий отталкивает традиционных избирателей из рабочего класса. В другом исследовании утверждается, что люди, вступающие в крайне правые партии, определяют, станут ли эти партии крупными политическими игроками или останутся маргинализованными.
Ранние академические исследования давали психоаналитические объяснения поддержки крайне правых. В работе психолога Вильгельма Райха «Массовая психология фашизма» 1933 года аргументировалась теория о том, что фашисты пришли к власти в Германии в результате сексуальных репрессий. Для некоторых крайне правых партий в Западной Европе вопрос иммиграции стал основным и преобладает в такой степени, что некоторые учёные называют эти партии «антииммигрантскими».

## История идей

### Контекст
Великая французская революция произвела серьёзный сдвиг в политической мысли, бросив вызов устоявшимся идеям, поддерживающим иерархию и выдвинув на первый план новые идеями о всеобщем равенстве и свободе. Современный политический спектр левых и правых также возник в этот период. Демократы и сторонники всеобщего избирательного права располагались слева от избранного французского собрания, а монархисты — справа.
Самые сильные противники либерализма и демократии в XIX веке, такие как Жозеф де Местр и Фридрих Ницше, резко критиковали Французскую революцию. Те, кто выступал за возвращение к абсолютной монархии в XIX веке, называли себя «ультрамонархистами» и придерживались «мистического» и «провиденциалистского» видения мира, в котором королевские династии рассматривались как «проводники божественной воли». Оппозиция либерализму была основана на представлении, что иерархия и укоренённость более важны, чем равенство и свобода, причём последние два понятия дегуманизировались.

### Формирование
Во французских публичных дебатах после российской Октябрьской революции 1917 года термин «крайне правые» использовался для описания самых сильных противников крайне левых, тех, кто поддерживал события, происходящие в России. Тем не менее ряд крайне правых писали о влиянии антимарксистского и антиэгалитарного направления социализма, основанного на военном товариществе, отвергающего марксистский классовый подход, или того, что Освальд Шпенглер назвал «социализмом крови», который иногда описывается учёными как форма «социалистического ревизионизма». Среди таких крайне правых были Шарль Моррас, Бенито Муссолини, Артур Мёллер ван ден Брук и Эрнст Никиш. Эти мыслители в конечном итоге откололись по националистическому принципу от первоначального коммунистического движения. Марксизм противоречил националистическим теориям идеей, что «рабочие не имеют отечества». Основная причина этой идеологической путаницы заключается в последствиях Франко-прусской войны 1870—1871 годов, которая, по словам швейцарского историка Филиппа Буррена, полностью изменила политический ландшафт в Европе, распространив идею антииндивидуалистической концепции «национального единство», ставшей выше деления на правых и левых.
Когда в условиях индустриализации и всеобщего избирательного права в политические дебаты было введено понятие «массы», начали появляться новые правые, которые опирались на национальные и социальные идеи, которые политолог Зеев Штернхель назвал «революционными правыми» и предзнаменованием фашизма. Раскол между левыми и националистами был усугублён появлением антимилитаристских и антипатриотических движений, таких как анархизм или синдикализм, которые имели ещё меньше общего с крайне правыми. Последние начали развивать идеи «националистического мистицизма», что совершенно отличалось от идей левых, а антисемитизм превратился в одну из основ крайне правых, обозначив разрыв с традиционным экономическим «антииудаизмом», разделяемым некоторыми крайне левыми, в пользу расового и псевдонаучного представления об инаковости. По всей Европе начали формироваться различные националистические союзы, такие как Пангерманский союз или Лига патриотов, с общей целью объединить массы вопреки социальному разделению.

### Фёлькише и революционные правые
В конце XIX века возникло движение фёлькише, черпавшее вдохновение из немецкого романтизма и его увлечения средневековым Германским Рейхом, обладавшим, как утверждалось, гармоничным иерархическим порядком. Основанное на идее «крови и почвы», с 1900-х годов движение включало расизм, популизм, аграризм, романтический национализм и антисемитизм. Идеализировался миф об «исконном народе», представителей которой якобы ещё можно было найти в сельских районах Германии, форму «примитивной демократии, свободно подчинённой своей естественной элите».
Мыслители, среди которых наиболее видными были Артюр де Гобино, Хьюстон Чемберлен, Алексис Каррель и Жорж Ваше де Лапуж, исказили теорию эволюции Дарвина, сформулировав идеи «расовой борьбы» и расовой гигиены. Утверждалось, что чистота био-мистического примордиального народа была испорчена чужеродными элементами, в частности евреями.
Транслированные в концепцию Мориса Барреса о «земле и мёртвых», эти идеи повлияли на предфашистских «революционных правых» по всей Европе. Последнее направление возникло в результате интеллектуального кризиса fin de siècle и было, по словам Фрица Штерна, результатом глубокого «культурного отчаяния» мыслителей, которые ощущали себя находящимися за пределами рационализма и сциентизма современного мира. Он характеризовался неприятием установленного социального порядка с революционными тенденциями и антикапиталистическими позициями, популистскими и плебисцитарными представлениями, пропагандой насилия как образа действия и призывом к индивидуальной и коллективной палингенезии («обновлению, перерождению»).

### Современная мысль
По мнению историка Марка Седжвика, идеология ключевых мыслителей современных ультраправых включает четыре основных компонента: апокалиптизм, страх перед глобальными элитами, концепцию различие друга-врага Карла Шмитта и идею метаполитики. Апокалиптическое направление мысли началось с «Заката Европы» Освальда Шпенглера и было продолжено Юлиусом Эволой и Аленом де Бенуа. Эти идеи были развиты в «Смерти Запада» Пата Бьюкенена, а также в рамках представлений, связанных с опасениями исламизации Европы. С этим связан страх перед мировыми элитами, которых считают ответственными за упадок.[50] Один из главных теоретиков консервативной революции Эрнст Юнгер был обеспокоен «безродными космополитическими» элитами, тогда как де Бенуа и Бьюкенен выступают против менеджеристского государства, а Кёртис Ярвин против «Собора». Концепция различия друга-врага Шмитта вдохновила французскую идею новых правых об этноплюрализме, которая в сочетании с американским расизмом оказала большое влияние на альтернативных правых.
В книге 1961 года, считающейся значимой среди европейских крайне правых, французский неофашистский писатель Морис Бардеш представил идею, что фашизм может пережить XX век в новой метаполитической форме, адаптированной к изменениям условий. По мнению Бардеша, вместо того, чтобы пытаться возродить обречённые режимы с их единственной партией, тайной полицией или публичной демонстрацией цезаризма, его теоретики должны продвигать основную философскую идею фашизма независимо от её рамок, то есть концепцию, согласно которой только меньшинство, «физически более нормальное, морально более чистое, лучше других понимающее национальные интересы» могут быть лучшими представителями общества и служить менее одарённым в том, что Бардеш называет новым «феодальным договором».
Другим источником влияния на современную ультраправую мысль является школа традиционализма, представленную Юлиусом Эволой и которая повлияла на Стива Бэннона, советника Дональда Трампа, а также на философа Александра Дугина и венгерскую партию Йоббик.
Доктор Рене Леал из Университета Сантьяго, Чили, отмечает, что тяжёлая эксплуатация труда при неолиберальных правительствах в Латинской Америке ускорила рост ультраправых настроений.

## Нацизм

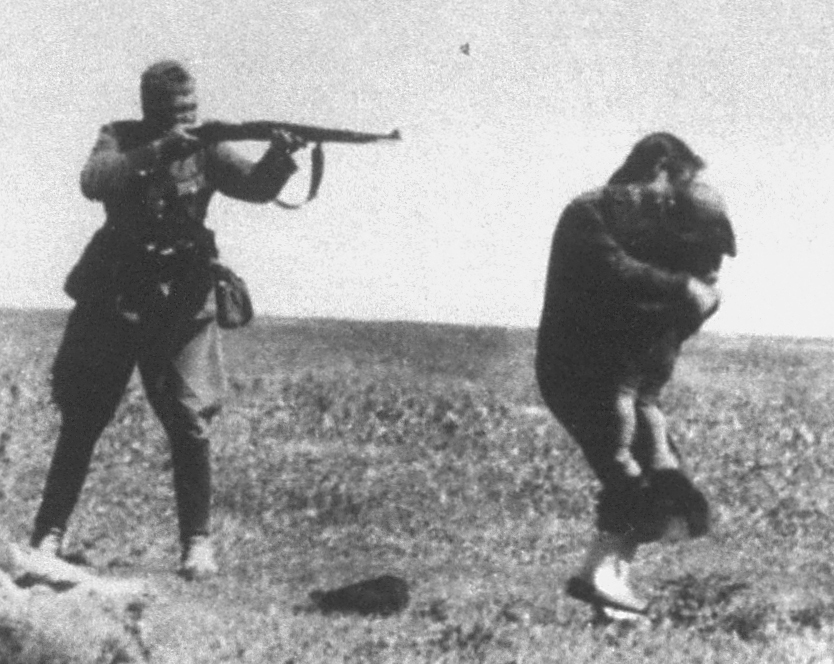
Член айнзацгруппы расстреливает еврейских женщину и ребёнка, близ Ивангорода, Украина, 1942 год. Фрагмент фотографии айнзацгруппы в Ивангороде

Одной из наиболее радикальных ультраправых идеологий является национал-социализм (нем. Nationalsozialismus), более известный как нацизм, — немецкая тоталитарная, радикальная, экстремистская, расистская и антисемитская идеология и движение в 1919—1945 годах, форма фашизма. Сочетает этнический национализм, идею «арийской расы», её биологического и культурного превосходства над другими расами, которые рассматриваются как «неполноценные», расовый антисемитизм («семитская раса» — евреи — рассматривается как антипод и главный враг «арийской»), конспирологическую идею о «мировом еврействе» как главном враге германской нации, славянофобию, идею «арийского» (немецкого национального) социализма, антикоммунизм, антилиберализм, антидемократизм.
Национал-социализм ставил своей целью создание и утверждение на достаточно обширной территории «расово чистого» государства «арийской расы», имеющего всё необходимое для благополучного существования на протяжении неопределённо долгого времени («тысячелетний рейх»).
Руководство Германии в 1933—1945 годах, опираясь на идеологию и расовую теорию нацизма, проводило жесточайшую внутреннюю и внешнюю политику, в том числе преследование и массовое уничтожение представителей различных этнических и социальных групп (советских военнопленных, поляков, евреев, цыган, безнадёжно больных и инвалидов и др.).
В 1939 году нацистская Германия начала Вторую мировую войну, в ходе которой погибли десятки миллионов человек. В результате военного поражения в 1945 году от Советского Союза и его Западных союзников нацистская Германия прекратила своё существование.
Ряд военных преступников нацистской Германии были осуждены в ходе нескольких судебных процессов. Основной, Нюрнбергский процесс над главными немецкими военными преступниками — высшими руководителями нацистской Германии проходил в 1945—1946 годах. Обвиняемые предстали перед Международным военным трибуналом. Нюрнбергский процесс положил начало развитию международного уголовного права, судоустройства и судопроизводства.
Нацизм после Второй мировой войны называется неонацизм и представляет собой движение, объединяющее действующие в различных странах мира экстремистские, националистические организации, близкие по своим программным установкам к немецкому национал-социализму либо считающие себя последователями НСДАП.

## Радикальные правые в США

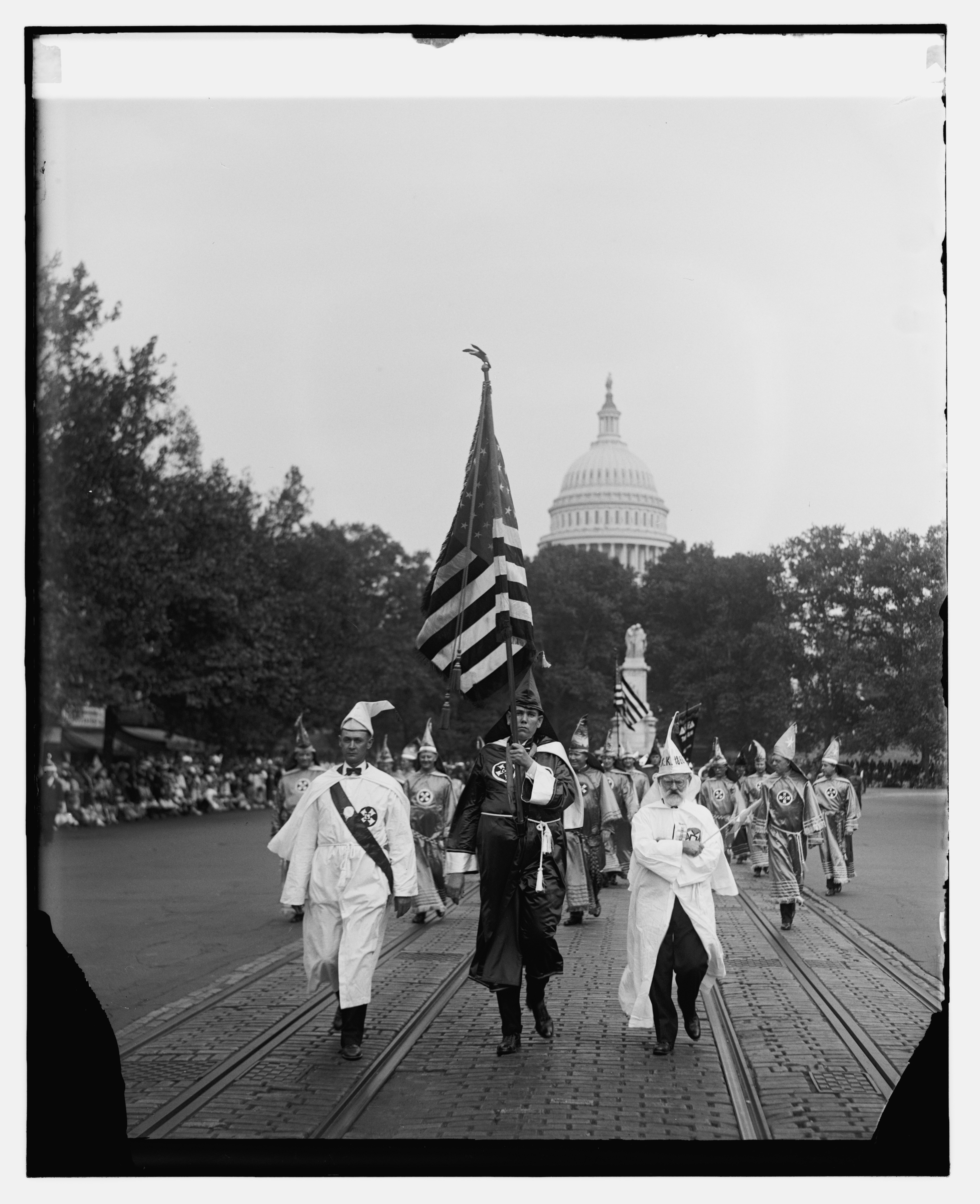
Парад Ку-клукс-клана в Вашингтоне, сентябрь 1926 года

Ультраправые (радикальные правые) в США (англ. radical right) представляют собой политическое направление, которое склоняется к крайнему консерватизму, идеологии превосходства «белой расы» и другим правым или ультраправым идеологиям в сочетании с конспирологической риторикой и традиционалистскими и реакционными взглядами. Этот термин был впервые использован социологами в 1950-х годах в отношении небольших групп, таких как Общество Джона Бёрча в Соединённых Штатах, и применяется к аналогичным группам. Ультраправые стремятся произвести фундаментальные (радикальные) изменения социальных институтов и исключить из политической жизни институты и лиц, которых они рассматривают как угрозу их ценностям или экономическим интересам.
Главной чертой радикальных правых является конспирология. В представлениях американских ультраправых воображаемые угрозы могут исходить от американских католиков, небелых, женщин, гомосексуалистов, светских гуманистов, мормонов, евреев, мусульман, индуистов, буддистов, американских коммунистов, масонов, банкиров и правительства США. Александр Зайчик в статье для Южного центра правовой защиты бедных (SPLC), отметил, что популяризирацией теорий заговора в кабельных новостей заговора занимались Гленн Бек, Лу Доббс, Общество Джона Бёрча, WorldNetDaily и др. В осеннем выпуске «Разведывательного отчёта» SPLC за 2010 год он назвал десять основных теорий заговора радикальных правых.

## Русские движения
Период развития русского фашизма в 1930—1940-е годы характеризовался симпатией к итальянскому фашизму и германскому национал-социализму, ярко выраженным антикоммунизмом и антисемитизмом.

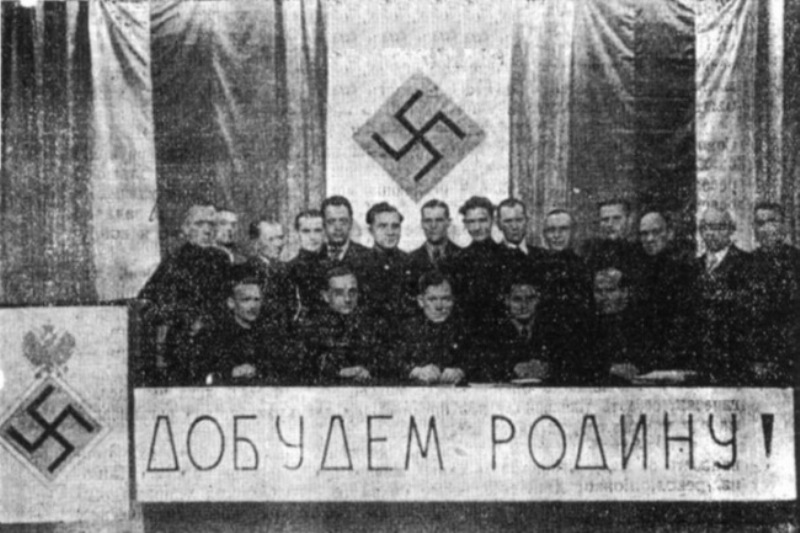
Российская фашистская партия первой половины XX века. Лозунг «Добудем родину!»

Русский фашизм имеет свои корни в движениях, известных в истории как «чёрная сотня» и «белое движение». Был распространён среди белоэмигрантских кругов, проживающих в Германии, Маньчжоу-го и США. В Германии и США (в отличие от Маньчжоу-го) политической активности они практически не вели, ограничиваясь изданием газет и брошюр.
Некоторые идеологи белого движения, такие как И. А. Ильин и В. В. Шульгин, приветствовали приход к власти Бенито Муссолини в Италии и Адольфа Гитлера в Германии, предлагая соратникам фашистский «метод», как способ борьбы с социализмом, коммунизмом и безбожием. При этом политические репрессии и антисемитизм они не отрицали и оправдывали.
С началом Второй мировой войны русские фашисты в Германии поддержали нацистскую Германию и влились в ряды русских коллаборационистов.
Часть российских неонацистских организаций входит в международный «Всемирный союз национал-социалистов» (World Union of National Socialists, WUNS, основан в 1962 году). По состоянию на 2012 год к числу официально зарегистрированных членов союза относятся шесть российских организаций: «Национальное сопротивление», Национал-социалистическое движение «Русский дивизион», Всероссийское общественное патриотическое движение «Русское национальное единство» (РНЕ), Национал-социалистическое движение «Славянский союз» (запрещено решением суда в июне 2010 года) и другие. Не входили в ВСНС организации: Национал-социалистическое общество (НСО, запрещено решением суда в 2010 году), Русский общенациональный союз (РОНС; запрещён в сентябре 2011 года) и др. К числу неонацистских организаций радикального крыла, использующих террористические методы борьбы, принадлежали группировки скинхедов: «Легион „Вервольф“» (ликвидирована в 1996 году), «Шульц-88» (ликвидирована в 2006 году), «Белые волки» (ликвидирована в 2008—2010 годах), «Новый порядок» (прекратила существование), «Русская цель» (прекратила существование) и др.
Одной из крупнейших партий русских национал-экстремистов до конца 1990-х годов было неонацистское общественно-политическое движение «Русское национальное единство» (РНЕ) Александра Баркашова, основанное в 1990 году. В конце 1999 году РНЕ предприняло неудачную попытку принять участие в выборах в Государственную Думу. Баркашов рассматривал «истинное православие» как сплав христианства с язычеством, выступал за «Русского Бога» и якобы связанную с ним «арийскую свастику». Он писал об атлантах, этрусках, «арийской» цивилизации как прямых предшественниках русской нации, об их многовековой борьбе с «семитами», «мировом еврейском заговоре» и «господстве евреев в России». Символом движения была модифицированная свастика. Баркашов был прихожанином «Истинно-православной („катакомбной“) церкви», и первые ячейки РНЕ формировались как братства и общины ИПЦ.
Идеология российского неонацизма тесно связана с идеологией славянского неоязычества (родноверия). В ряде случаев между неонацистами и неоязычниками имеются также организационные связи. Так, один из основателей русского неоязычества, бывший диссидент Алексей Добровольский (языческое имя — Доброслав) разделял идеи национал-социализма и перенёс их в своё неоязыческое учение. Современное русское неоязычество сложилось во второй половине или конце 1970-х годов и связано с деятельностью сторонников антисемитизма Добровольского и московского арабиста Валерия Емельянова (неоязыческое имя — Велемир). Родноверие является популярной религией российских скинхедов. Эти скинхеды, однако, обычно не практикуют свою религию.
Историк Д. В. Шляпентох писал, что, как и в Европе, в России неоязычество толкает некоторых своих приверженцев к антисемитизму. Этот антисемитизм тесно связан с негативным отношением к выходцам из Азии, и данный акцент на расовом факторе может приводить неоязычников к неонацизму. Склонность неоязычников к антисемитизму представляет собой логическое развитие идей неоязычества и подражание нацистам, а также является следствием ряда специфических условий современной российской политики. В отличие от предшествовавших режимов современный российский политический режим, а также идеология среднего класса сочетают поддержку православия с филосемитизмом и позитивным отношением к мусульманам. Эти особенности режима способствовали формированию специфических взглядов неонацистов-неоязычников, которые представлены в значительной мере в среде социально незащищённой и маргинализированной русской молодёжи. По их мнению, власть в России узурпировала клика заговорщиков, включающих иерархов православной церкви, евреев и мусульман. Вопреки внешним разногласиям, считается, что эти силы объединились в своём стремлении удержать власть над русскими «арийцами».

## Украинские движения

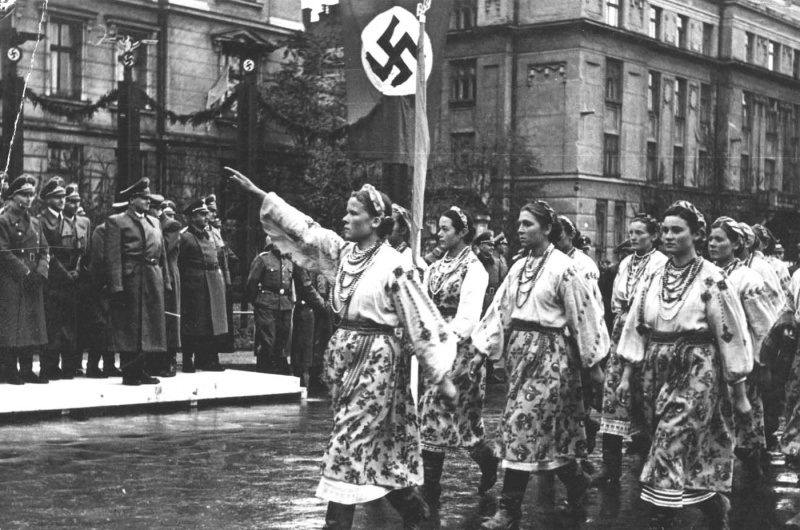
Парад в Станиславе (Ивано-Франковск) в честь визита генерал-губернатора оккупированной Польши рейхсляйтера Ганса Франка, октябрь 1941

В 1924 году в Чехословакии украинскими эмигрантами Петром Кожевниковым и Леонидом Костаривым была создана фашистская организация Союз украинских фашистов (СУФ). В 1925 году СУФ стал соучредителем Лиги украинских националистов (ЛУН), которая послужила базой для последующего формирования Организации украинских националистов (ОУН).
Ряд исследователей относит ОУН к фашистским организациям. Дэвид Марплз характеризует организацию как типичное фашистское движение межвоенного периода, схожее с итальянским. Пер Андерс Рудлинг считает, что идеология ОУН, как и других фашистских и ультраправых партий Восточной Европы того времени, во многих отношениях была более экстремистской, чем у итальянского фашизма.
Это мнение не является общепринятым. Так, согласно определению Института истории НАН Украины, ОУН представляла собой праворадикальное движение, ориентированное на создание национального государства с тоталитарным политическим режимом. Большая российская энциклопедия описывает идеологию ОУН как основанную на принципах, предложенных Николаем Михновским в брошюре «Самостійна Україна» (Львов, 1900), и идеях украинского интегрального национализма, изложенных Дмитрием Донцовым в работе «Национализм» (Львов, 1926).
В 1943—1945 годах силами Украинской повстанческой армии (УПА) и Организации украинских националистов (бандеровского движения) (ОУН-б) при некоторой поддержке местного украинского населения был совершён геноцид около 85 тысяч поляков (преимущественно женщин и детей) в районах Волыни (Волынская резня) и Восточной Галиции, которые в то время находились под оккупацией нацистской Германии. Целью ОУН(б) и её военной организации УПА было создание однородного украинского этногосударства без польского, русского, еврейского и чешского меньшинств. УПА в ряде случаев сотрудничала с украинской дивизией СС, находившейся под немецким командованием, для совершения других массовых убийств представителей польского меньшинства.

## Терроризм

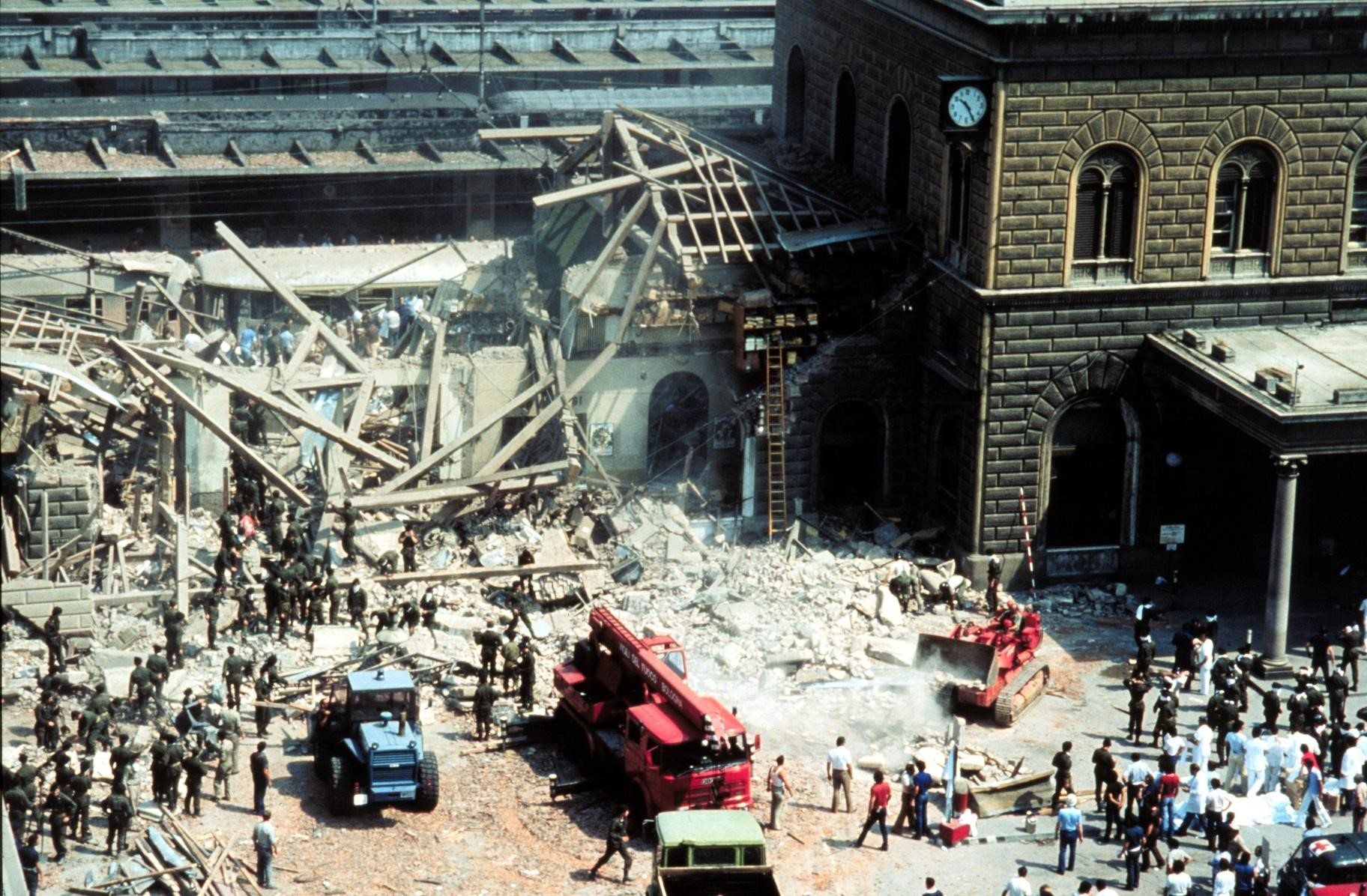
Теракт в Болонье, Италия, совершённый неофашистской организацией «Революционные вооружённые ячейки» в 1980 году

Правый терроризм мотивирован различными крайне правыми идеологиями и убеждениями, включая антикоммунизм, неофашизм, неонацизм, расизм, ксенофобию и антииммигрантские настроения. Этот тип терроризма является спорадическим и характеризуется незначительностью или отсутствием международного сотрудничества. Современный правый терроризм появился в Западной Европе в 1980-х годах. В Восточной Европе он возник после распада Советского Союза.
Правые террористы стремятся свергнуть правительства и заменить их националистической или фашистски ориентированной властью. Ядро этого движения составляют скинхеды-неофашисты, ультраправые хулиганы, сочувствующая молодёжь и интеллектуалы, считающие, что государство должно избавиться от чужеродных элементов, чтобы защитить «полноправных» граждан. Однако у них обычно отсутствует жёсткая идеология.
По словам политолога Каса Мудде, крайне правый терроризм и насилие на Западе в последнее время обычно совершались отдельными лицами или группами лиц, «которые в лучшем случае имеют периферийные связи» с политически значимыми ультраправыми организациями. Тем не менее, по мнению Мудде, «в последние годы ультраправое насилие стало более спланированным, регулярным и смертоносным, как показывают теракты в Крайстчерче (2019), Питтсбурге (2018) и Норвегии (2011)».